# Церковь Святого Иакова (Варшава)
Церковь Святого Иакова (пол. Kościół Św. Jakuba) — церковь в епархии Варшавы-Праги Римско-католической церкви в столице Польши. Храм расположен в квартале Тархомин, в дзельнице Бялоленка. Это единственная церковь в готическом стиле, сохранившихся в Варшаве почти в первозданном виде.

## История
Церковь Святого Иакова Апостола в Варшаве основана в начале XV века. Первое письменное упоминание о ней относится к 1427 году в Книге заседателей Новой Варшавы. Вначале храм был деревянным и стоял на небольшом искусственном холме. Такое положение защищало его от затопления во время половодья. Во второй половине XV века Тархомин принадлежал семье Голыньских. Кирпичная церковь была построена Якубом Голыньским, воеводой Мазовецким и его сыном Николаем Голыньским, каноником собора в Плоцке и настоятелем прихода в Тархомине. Строительство церкви было продолжено Адрианом Голыньским, старостой Варшавским. Каменный храм был построен в 1518 году. В 1570 году Ян Дабровский, каноник собора в Плоцке поставил в церкви алтарь. Однонефный храм был построен в готическом стиле. В 1582 году он был освящён Петром Дунин-Вольским, епископом Плоцким.
Во время оккупации Тархомина  ведами, храм был разграблен. В начале XVIII века Тархомин был приобретён семьей Оссолиньских. В 1720 году Франтишек Максимилиан Оссолиньский восстановил и расширил церковь. В 1730 году были построены новая ризница, пресвитерий и крыльцо над входом. Колокольня была построена в ограде, окружавшей кладбище при храме. Внутри церкви были построены новые деревянные хоры, скиния над алтарём, два придела, амвон, купель из черного мрамора и семейная усыпальница Оссолиньских.
Приход принадлежал епархии Плоцка. В 1881 году Тархомин был куплен Владислав Кисель-Кисланьский, который предпринял капитальный ремонт церкви и других зданий прихода. Восстановлены кафедра и алтари — главный и два боковых. Во время Второй мировой войны храм почти не пострадал.

## Описание
Церковь была построена в готическом стиле с одним нефом. В храме находятся скульптуры святых апостолов Петра и Павла из липового дерева, картины XIX века — четыре евангелиста, святые Станислав и Войцех. Орган конца XIX века работы Юзефа Шиманского из Варшавы после Второй мировой войны был немного расширен и полностью отремонтирован в 1978—1979 годах.